# Frank Melrose
Franklyn Taft Melrose dit Frank Melrose, né le 26 novembre 1907 à Sumner (Illinois) et mort le 1er septembre 1941 à Hammond (Indiana) près de Chicago, est un pianiste et chef d'orchestre de jazz américain, aussi connu sous le pseudonymes Kansas City Frank [« Frank de Kansas City »] et Broadway Rastus [« Rastus de Broadway »]. Avec son frère, l'accordéoniste Charles Melrose dit Charlie, il est un des instrumentistes de The Cellar boys.
Il a créé la Melrose Brothers Music Company à Chicago  en 1918.
Il a été influencé par Jelly Roll Morton en jouant avec lui, il a d'ailleurs composé un morceau intitulé Jelly Roll Stomp sous le nom de Kansas City Frank et rappelant étrangement le style de jeu de Morton. Et Jelly Roll Morton a d'ailleurs composé un morceau s'intitulant Kansas City Stomp, morceau rappelant étrangement le style de jeu de Melrose.
Il a aussi joué avec Johnny Dodds, George Barnes